# シティファミリー鴨浦
シティファミリー鴨浦 （シティファミリーかものうら） は、愛知県名古屋市港区野跡にあるマンションである。

## 概要
名古屋港に面した野跡地区の公営住宅群の再開発の一環として建設された愛知県名古屋市港区初のタワーマンションである。
「ウォーターフロントの開発による魅力ある市街地の形成」として「鴨浦ウォーターフロント整備」などと共に計画され、名古屋港に望むように建設されたもので、港湾地区のランドマークとして景観を作り出す役割が期待されたウォーターフロント超高層ビルである。
入居に所得制限のある市営住宅建替えに伴う転居先としての市営住宅部分と、所得制限がない中所得者向けに国から補助を受けて建設される定住促進住宅が一体として建設されたため、同じマンション内で家賃や適用される条例も異なる2つのタイプの入居者が共存する形となっている。
同じ野跡地区にあり、1999年（平成11年）とほぼ同時期に建設された名古屋市営みなと荘1棟と高さもほぼ同じ為、遠くから見るとツインタワーの様に見える。

## 防潮堤外の建築
2011年（平成23年）6月30日の名古屋市会定例会で津波避難ビルに指定されているにもかかわらず、防潮堤の外側に建設されていることが問題となり、住宅都市局長がその事実を認めている。

## 参照
- 中谷幸司『超高層ビル 日本編』社会評論社、2008年。ISBN 978-4-7845-0986-7。
- 地域整備方針(首相官邸)（ウェブサイト[リンク切れ]）
- 地域整備方針（ウェブサイト[リンク切れ]）
- 名古屋市住宅供給公社 市営住宅･定住促進住宅の違い（ウェブサイト ）
- 名古屋市定住促進住宅条例施行細則（ウェブサイト[リンク切れ]）
- 名古屋市営住宅条例施行細則（ウェブサイト[リンク切れ]）
- 鴨浦公営住宅 東畑建築事務所実績紹介（ウェブサイト[リンク切れ]）
- 鴨浦公営住宅及び定住促進住宅新築工事　日本国土開発（ウェブサイト[リンク切れ]）